# 晨邊公園
40°48′22″N 73°57′31″W / 40.806225°N 73.95848°W
晨邊公園 （英語：Morningside Park）是美国纽约曼哈顿哈莱姆区旁邊的一个公园，占地30英亩（12公顷），位于哈林区和晨邊高地交界处，靠近哥伦比亚大学。